# Invertébrés sur timbres de la Nouvelle-Calédonie
La Nouvelle-Calédonie a émis régulièrement des timbres avec des fleurs et des animaux.

## 1959
| Valeur faciale | Légende                                   | Remarque                       |
| -------------- | ----------------------------------------- | ------------------------------ |
| 1 F            | Brachyrus zebra                           | Synonyme : Pterois volitans    |
| 3 F            | Lienardella fasciata                      | Synonyme : Choerodon fasciatus |
| 10 F           | Glaucus et Spirographe                    |                                |
| 26 F           | Aquarium de Nouméa et coraux fluorescents |                                |

## 1962
| Valeur faciale | Légende                      |
| -------------- | ---------------------------- |
| 20 F           | Nautile – Aquarium de Nouméa |

## 1967
| Valeur faciale | Légende                   | Remarque                           |
| -------------- | ------------------------- | ---------------------------------- |
| 7 F            | Papilio montrouzieri      |                                    |
| 9 F            | Polyura clitarchus        |                                    |
| 13 F           | Hypolimnas bolina mâle    |                                    |
| 15 F           | Hypolimnas bolina femelle |                                    |
| 19 F           | Danaus plexippus          |                                    |
| 29 F           | Hippotion celerio         |                                    |
| 85 F           | Delias elipsis            | Graphie correcte : Delias ellipsis |

## 1968
| Valeur faciale | Légende          | Remarque                 |
| -------------- | ---------------- | ------------------------ |
| 10 F           | Conus geographus |                          |
| 39 F           | Conus lienardi   |                          |
| 40 F           | Conus cabriti    | Synonyme : Conus exiguus |
| 70 F           | Conus coccineus  |                          |

## 1970
| Valeur faciale | Légende                                  | Remarque                           |
| -------------- | ---------------------------------------- | ---------------------------------- |
| 1 F            | Strombus epidromis Linné                 | Synonyme : Labiostrombus epidromis |
| 10 F           | Strombus variabilis Swainson             |                                    |
| 10 F           | Porcelaine criblé — Cypraea cribraria L. |                                    |
| 21 F           | Porcelaine taupé — Cypraea talpa L.      |                                    |
| 22 F           | Strombus sinuatus Humphrey               |                                    |
| 33 F           | Porcelaine argus — Cypraea argus L.      |                                    |
| 34 F           | Strombus vomer vomer (Röding)            |                                    |
| 60 F           | Porcelaine carte — Cypraea mappa L.      |                                    |

## 1979
| Valeur faciale | Légende                              | Remarque         |
| -------------- | ------------------------------------ | ---------------- |
| 23 F           | Coraux fluorescents Bantamia merleti | Espèce douteuse. |

## 1980
| Valeur faciale | Légende                                     | Remarque                                   |
| -------------- | ------------------------------------------- | ------------------------------------------ |
| 23 F           | Coraux fluorescents Trachyphyllia Geoffroyi | Graphie correcte : Trachyphyllia geoffroyi |

## 1981
| Valeur faciale | Légende                            |
| -------------- | ---------------------------------- |
| 1 F            | Cymbiola rossiniana                |
| 2 F            | Conus floccatus Sowerby            |
| 13 F           | Bistolida stolida niger et rostrée |

## 2006
| Valeur faciale | Légende          |
| -------------- | ---------------- |
| 150 F          | Conus geographus |